# Ilopango (Berg)
Der Ilopango ist ein Vulkan in El Salvador rund 12 km östlich von San Salvador nahe der Stadt Ilopango. Er besteht aus einer weitläufigen Caldera, die von heute noch etwa 100 m hohen Kraterrändern überragt wird. In der Caldera liegt der nach dem Vulkan benannte Ilopango-See.
Man nimmt heute mindestens drei frühere Ausbruchsserien an (sog. „TB4“ vor etwa 60.000 Jahren sowie später „TB3“ und „TB2“), die zunächst die Caldera formten. Der jüngste große Ausbruch, die Tierra Blanca Joven (TBJ)-Eruption des Ilopango kann einer der Auslöser der weltweiten Klimaanomalie 536–550 gewesen sein.

## Ausbruch im 6. Jahrhundert

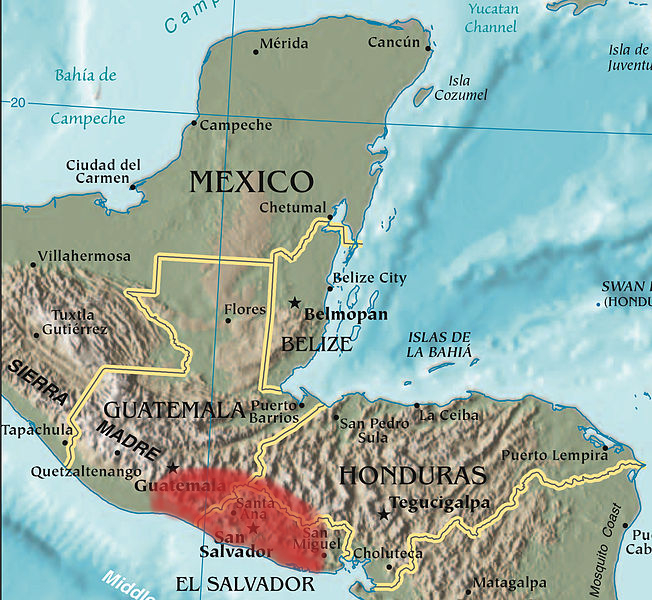
Zentralamerika, rot markiert das Gebiet, in dem es zu einem demografischen Kollaps kam, nach Oppenheimer (2011)

Im Jahr 1951 bezeichneten Howel Williams und Helmut Meyer-Abich einen großen Ausbruch des Ilopango im ersten Jahrtausend unserer Zeitrechnung nach der auffällig hellen Tephra als Tierra Blanca Joven („weiße junge Erde“). Bei dieser gewaltigen Eruption wurden 20 bis 40 Kubikkilometer pyroklastisches Sediment (Vulkangestein und Asche) – etwa das Zehnfache des beim Ausbruch des Mount St. Helens freigesetzten Materials – ausgeworfen, die das Land in einem Radius von 100 km bedeckten. Infolge dieses Ereignisses starben Zehntausende der im Hochland lebenden Mayas; weite Regionen wurden von Gestein und Asche verschüttet, überlebende Bewohner flüchteten wohl ins Tiefland nach Guatemala und Belize.
Über den Zeitpunkt des TBJ-Ausbruchs herrschte lange Unklarheit, nach Hart und Virginia Steen-McIntyre (1983) fand er in der Zeit 260 (± 114 Jahre), nach Robert J. Sharer (1994): 132–133 statt. Eine 14C-Datierung des pyroklastischen Sediments (Tephra) ergab das Jahr 429 n. Chr.
Der kalifornische Paläoökologe Robert Dull brachte die TBJ-Eruption in einen Zusammenhang mit der Kälteanomalie um 540. Dull wies auf eine Schicht aus Vulkanasche hin, die sich laut seinen Untersuchungen annähernd zeitgleich mit dem Beginn dieser Klimaanomalie rund um den Ilopango abgelagert hat. Mit dieser Datierung könnte auch der im 6. Jahrhundert anzusetzende Untergang von Teotihuacan in Zentralmexiko mit dem Ilopango-Ausbruch zusammenhängen. 2019 veröffentlichten Dull und sein Team Ergebnisse der Radiocarbondatierung von Proben dreier Baumstämme, die sie in den Pyroklasten des Ilopango gefunden hatten, und grenzten auf dieser Grundlage den Zeitraum der Eruption auf ungefähr 500–545 ein. In polaren Eisbohrkernen finden sich zwei markante Signale für große Vulkanausbrüche in diesem Zeitraum: eines von 535/536, das nur in Grönland verzeichnet ist und sich daher wahrscheinlich in der außertropischen Nordhemisphäre ereignete, und ein zweites von 539/540, das sowohl in grönländischen als auch antarktischen Bohrkernen zu finden und wahrscheinlich einer stratosphärischen Eruption in den Tropen zuzuordnen ist. Nach Meinung der Autoren ereignete sich der Ilopango-Ausbruch daher 539 und steht mit der Klimaanomalie um 540 in Verbindung.

## Ilopangosee
Im Laufe der nachfolgenden Jahrhunderte bildete sich in der entstandenen Caldera auf etwa 440 Metern Höhe der 72 Quadratkilometer große und bis zu 230 Meter tiefe Ilopango-See (Lago de Ilopango; auch Lago de Apulo genannt).
In den Jahren 1879/80 entstand darin ein vulkanischer Lavadom – die kleine Insel Islas Quemadas (verbrannte Inseln) mit einer Höhe von ca. 46 Metern und einem Durchmesser von 152 Metern. Im Jahr 1928 stieg das Wasser und zerstörte viele Häuser entlang des Seeufers.